# 张伟平 (制片人)
张伟平（1958年10月8日—），中国电影制片人，北京新画面影业公司董事长。

## 简介
生于山东省济南市，在沈阳长大。毕业于北京药剂学院药剂专业，后来在北京普仁医院担任药剂师。现居北京。
他从1995年开始至2011年一直持续与张艺谋合作，两人制作了11部在中国很具影响力的电影，其中《英雄》等国产大片更是开启了中国商业电影的新时代。张伟平在接受访问时曾经说过张艺谋是他的至交。而张艺谋也说过张伟平是他最信赖的朋友。 2011年的《金陵十三钗》尽管在中国获得了6亿多人民币的高票房，但是由于其成本高达1亿美金（该数据有争议），而影片在北美发行面临巨大困难，因此他将《金陵十三钗》面临的赔钱局面形容为自己16年来遭遇的最大挫折。
2012年，有报道显示他与张艺谋存在矛盾，两人终止了合作关系。
2015年，张艺谋在其自传中透露了张伟平与赵本山在酒桌上的一次冲突。张伟平曾用手戳赵本山的脑袋，书中称张伟平表示“因为他脑袋里有支架，我让他血管再堵上，我戳死他”。

## 监制作品
- 1997年，《有话好好说》
- 1999年，《一个都不能少》
- 1999年，《我的父亲母亲》
- 2000年，《幸福时光》
- 2002年，《英雄》
- 2004年，《十面埋伏》
- 2005年，《千里走单骑》
- 2006年，《满城尽带黄金甲》
- 2009年，《三枪拍案惊奇》
- 2010年，《山楂树之恋》
- 2011年，《金陵十三钗》